# René Leibowitz
René Leibowitz (Varsovia, 17 de febrero de 1913 - París, 28 de agosto de 1972) fue un compositor polaco nacido en el seno de una familia judía liberal, nacionalizado francés, director de orquesta, teórico y profesor.
Durante los primeros años de la década de 1930, Leibowitz estudio composición y orquestación con Arnold Schoenberg, Anton Webern y Maurice Ravel. Muchos de los trabajos de la Segunda Escuela de Viena fueron escuchados por vez primera en Francia en el Festival Internacional de Música de Cámara, creado por Leibowitz en París en 1947. La actividad docente de Leibowitz tuvo muchísima influencia para consolidar la reputación de tales compositores.
Tuvo como alumnos a futuros compositores como Pierre Boulez, Jacques-Louis Monod, Serge Nigg, Vinko Globokar, Mikis Theodorakis, André Casanova, Josep Soler i Sardà, Antoine Duhamel, Hans Werner Henze, Janet Maguire, Pierre Henry, Keith Humble, Allan Pettersson, Hans Ulrich Engelmann, o directores como Diego Masson y pianistas como Claude Helffer.
Como director de orquesta, Leibowitz participó en muchos proyectos de grabación. Uno de los más difundidos y más importante fue un ciclo de las sinfonías de Beethoven, grabadas alrededor de 1960 para el Reader's Digest; fue aparentemente la primera grabación de esas sinfonías siguiendo las indicaciones metronómicas originales de Beethoven: esta aproximación de Leibowitz fue influenciado por su amigo y colega Rudolf Kolisch.
Uno de los escritos más conocidos de Leibowitz publicado en 1950 en París, fue L'artiste et sa conscience, ensayo en el que utiliza la filosofía de Sartre para refutar el decreto Zhdanov.

## Catálogo de obras
| Año     | Opus     | Obra | Tipo de obra                |
| ------- | -------- | --- | --------------------------- |
| 1939    | Opus 01  | Piano Sonata op. 1                                                                                                 | Música solista (piano)      |
| 1939    | Opus 02  | 10 Canons for wind trio op. 2                                                                                      | Música de cámara            |
| 1940    | Opus 03  | String Quartet no.1 op. 3                                                                                          | Música de cámara            |
| 1941    | Opus 04  | Symphony op. 4 | Música orquestal            |
| 1942    | Opus 05  | Double concerto for violin, piano and 17 instruments op. 5                                                         | Música orquestal            |
| 1942    | Opus 06  | 6 Songs for bass and piano op. 6                                                                                   | Música vocal (piano)        |
| 1943    | Opus 07  | Tourist Death, concert aria for soprano and chamber orchestra (Archibald MacLeish) op. 7                           | Música vocal (orquesta)     |
| 1943    | Opus 08  | 4 Piano Pieces op. 8                                                                                               | Música solista (piano)      |
| 1943    | Opus 09  | 3 Songs for soprano and piano (Pablo Picasso) op. 9                                                                | Música vocal (piano)        |
| 1944    | Opus 10  | Chamber Concerto for nine instruments op. 10                                                                       | Música orquestal            |
| 1944    | Opus 11  | Wind Quintet op. 11                                                                                                | Música de cámara            |
| 1944    | Opus 12  | Sonata for violin and piano op. 12a                                                                                | Música de cámara            |
| 1944    | Opus 12b | Sonata for flute and piano op. 12b                                                                                 | Música de cámara            |
| 1944-45 | Opus 13  | Empedokles for mixed a cappella chorus (Friedrich Hölderlin) op. 13                                                | Música coral                |
| 1945    | Opus 14  | Variations for orchestra op. 14                                                                                    | Música orquestal            |
| 1947    | Opus 15  | L'explication des Metaphores/Explanation of Metaphors (Raymond Queneau) op. 15                                     | -                           |
| 1948    | Opus 16  | Chamber Concerto for 12 instruments op. 16                                                                         | Música orquestal            |
| 1947-50 | Opus 17  | La Nuit Close, music drama in three acts (Georges Limbour) op. 17                                                  | Ópera                       |
| 1949    | Opus 18  | 4 Songs for soprano and piano (Michel Leiris) op. 18                                                               | Música vocal (piano)        |
| 1949    | Opus 19  | 3 Piano Pieces op. 19                                                                                              | Música solista (piano)      |
| 1950    | Opus 20  | Piano Trio op. 20                                                                                                  | Música de cámara            |
| 1950    | Opus 21  | L'Emprise du Donné op. 21                                                                                          | -                           |
| 1950    | Opus 22  | String Quartet no.2 op. 22                                                                                         | Música de cámara            |
| 1951    | Opus 23  | Duo for cello and piano op. 23                                                                                     | Música de cámara            |
| 1951    | Opus 24  | Perpetuum Mobile: The City - A Dramatic Symphony for Narrator and Orchestra (William Carlos Williams) op. 24       | Música orquestal            |
| 1951    | Opus 25  | 5 Songs for soprano and piano op. 25                                                                               | Música vocal (piano)        |
| 1951    | Opus 26  | String Quartet no.3 op. 26                                                                                         | Música de cámara            |
| 1952    | Opus 27  | Fantasy for piano op. 27                                                                                           | Música solista (piano)      |
| 1952    | Opus 28  | 6 Short Piano Pieces op. 28                                                                                        | Música solista (piano)      |
| 1952    | Opus 29  | 5 Pieces for clarinet and piano op. 29                                                                             | Música de cámara            |
| 1953    | Opus 30  | La Circulaire de Minuit, opera in three acts (Georges Limbour) op. 30                                              | Ópera                       |
| 1954    | Opus 31  | 6 Orchestral Pieces op. 31                                                                                         | Música orquestal            |
| 1954    | Opus 32  | Concerto for piano and orchestra op. 32                                                                            | Música orquestal            |
| 1954    | Opus 33  | Träume vom Tod und vom Leben - Eine Symphonie für Soli, Sprecher, gemischten Chor und Orchester (Hans Arp) op. 33  | Música coral (orquesta)     |
| 1954    | Opus 34  | 4 Songs for soprano and piano (James Joyce) op.34                                                                  | Música vocal (piano)        |
| 1954    | Opus 35  | Concertino for viola and chamber orchestra op. 35                                                                  | Música orquestal            |
| 1955    | Opus 36  | Rhapsodie Concertante for violin and piano op. 36                                                                  | Música de cámara            |
| 1955    | Opus 37  | La Notte (Angelo Poliziano), Epigramma (Torquato Tasso) and A se stesso (Giacomo Leopardi) for mixed chorus op. 37 | Música coral                |
| 1955    | Opus 38  | Serenade for baritone and eight instruments (Friedrich Hölderlin, Clemens Brentano) op. 38                         | Música vocal (instrumentos) |
| 1956    | Opus 39  | Symphonic Fantasy for orchestra op. 39                                                                             | Música orquestal            |
| 1956    | Opus 40  | The Renegade for mixed chorus and instruments (Lionel Abel) op. 40                                                 | Música coral                |
| 1956    | Opus 41  | Capriccio for high soprano and nine instruments (Friedrich Hölderlin) op. 41                                       | Música vocal (orquesta)     |
| 1956    | Opus 42  | String Trio op. 42                                                                                                 | Música de cámara            |
| 1957    | Opus 43  | Sonata quasi una Fantasia for piano op. 43                                                                         | Música solista (piano)      |
| 1957    | Opus 44  | Humoresque for six percussionists op. 44                                                                           | Música de cámara            |
| 1958    | Opus 45  | String Quartet no.4 op. 45                                                                                         | Música de cámara            |
| 1958    | Opus 46  | Trois Poèmes de Georges Limbour for soprano and six instruments (Georges Limbour) op. 46                           | Música vocal (instrumentos) |
| 1958    | Opus 47  | Concertino for piano duet op.4 7                                                                                   | Música solista (piano)      |
| 1958    | Opus 48  | Overture for orchestra op. 48                                                                                      | Música orquestal            |
| 1958    | Opus 49  | Damocles, song cycle for soprano and piano (Michel Leiris) op. 49                                                  | Música vocal (piano)        |
| 1958    | Opus 50  | Concerto for violin and orchestra op. 50                                                                           | Música orquestal            |
| 1958    | Opus 51  | 3 Bagatelles for string orchestra op. 51                                                                           | Música orquestal            |
| 1959    | Opus 52  | Art for Art's Sake - A Fantasia for Jazz Orchestra op. 52                                                          | Música orquestal            |
| 1960    | Opus 53  | Concertino for trombone and orchestra op. 53                                                                       | Música orquestal            |
| 1960    | Opus 54  | Marijuana - Variations non sérieuses op. 54                                                                        | -                           |
| 1961    | Opus 55  | Sinfonietta da Camera op. 55                                                                                       | Música orquestal            |
| 1961    | Opus 56  | Fantasy for violin solo op. 56                                                                                     | Música solista              |
| 1961    | Opus 57  | Introduction, Funeral March and Fanfare op. 57                                                                     | Música orquestal            |
| 1962    | Opus 58  | Concerto for cello and orchestra op. 58                                                                            | Música orquestal            |
| 1963    | Opus 59  | String Quartet no.5 op. 59                                                                                         | Música de cámara            |
| 1964    | Opus 60  | Les Espagnols à Vénise - Opera buffa in one act (Georges Limbour op. 60                                            | Ópera                       |
| 1963    | Opus 61  | Quatre bagatelles for trombone and piano op. 61                                                                    | Música de cámara            |
| 1964    | Opus 62  | Toccata pour piano op. 62                                                                                          | Música solista (piano)      |
| 1965    | Opus 63  | Symphonic Rhapsody for orchestra op. 63                                                                            | Música orquestal            |
| 1965    | Opus 64  | Trois Ètudes miniatures for piano op. 64                                                                           | Música solista (piano)      |
| 1965    | Opus 65  | String Quartet no.6 op. 65                                                                                         | Música de cámara            |
| 1965    | Opus 66  | Suite for violin and piano op. 66                                                                                  | Música de cámara            |
| 1965    | Opus 67  | 2 Songs for soprano and piano (Aimé Cesaire) op. 67                                                                | Música vocal (piano)        |
| 1965    | Opus 68  | A Prayer - A Symphonic Cantata for mezzo-soprano, male chorus and orchestra (James Joyce) op. 68                   | Música coral (orquesta)     |
| 1966    | Opus 69  | Sonatina for flute, viola and harp op. 69                                                                          | Música de cámara            |
| 1966    | Opus 70  | Trois Caprices for vibraphone op. 70                                                                               | Música solista              |
| 1966    | Opus 71  | Two Settings after William Blake for mixed chorus (William Blake) op. 71                                           | Música coral                |
| 1966    | Opus 72  | String Quartet no.7 op. 72                                                                                         | Música de cámara            |
| 1966    | Opus 73  | Trois Poèmes de Georges Bataille for bass and piano (Georges Bataille) op. 73                                      | Música vocal (piano)        |
| 1966    | Opus 74  | Motifs for speaker and instruments (Georges Limbour) op. 74                                                        | Música vocal (instrumentos) |
| 1966    | Opus 75  | Petite Suite for piano op. 75                                                                                      | Música solista (piano)      |
| 1966    | Opus 76a | Deux Poèmes for soprano and piano (Michel Leiris) op. 76a                                                          | Música vocal (piano)        |
| 1966    | Opus 76b | Chanson Dada, three melodramas for treble and instruments (Tristan Tzara) op. 76b                                  | Música vocal (instrumentos) |
| 1967    | Opus 77  | Sonnet for soprano and five instruments (E. E. Cummings) op. 77                                                    | Música vocal (instrumentos) |
| 1967    | Opus 78  | Rondo capriccioso for piano op. 78                                                                                 | Música solista (piano)      |
| 1967    | Opus 79  | Capriccio for flute and strings op. 79                                                                             | Música orquestal            |
| 1967    | Opus 80  | 4 Songs for bass and piano (Carl Einstein) op. 80                                                                  | Música vocal (piano)        |
| 1967    | Opus 81  | Suite for nine instruments op. 81                                                                                  | Música instrumental         |
| 1968    | Opus 82  | Legend for soprano, piano and orchestra (Hart Crane) op. 82                                                        | Música vocal (orquesta)     |
| 1968    | Opus 83  | String Quartet no.8 op. 83                                                                                         | Música de cámara            |
| 1969    | Opus 84  | Saxophone Quartet op. 84                                                                                           | Música de cámara            |
| 1969    | Opus 85  | Labyrinthe, music drama in one act (René Leibowitz after Charles Baudelaire) op. 85                                | Ópera                       |
| 1969    | Opus 86  | 4 Songs for bass and piano (Paul Celan) op. 86                                                                     | Música vocal (piano)        |
| 1970    | Opus 87  | Tre Intermezzi per pianoforte op. 87                                                                               | Música solista (piano)      |
| 1970    | Opus 88  | Laboratoire Central - Short Cantata for speaker, female chorus and instruments (Max Jacob) op. 88                  | Música coral                |
| 1970    | Opus 89  | Scene and Aria for soprano and orchestra (Georg Heym) op. 89                                                       | Música vocal (orquesta)     |
| 1970    | Opus 90  | Clarinet Sextet op. 90                                                                                             | Música de cámara            |
| 1971    | Opus 91  | Todos Caerán, opera in 2 acts and 5 tableaux (René Leibowitz) op. 91                                               | Ópera                       |
| 1971    | Opus 92  | Trois Poèmes de Pierre Reverdy for vocal quartet and piano ( Pierre Reverdy) op. 92                                | Música vocal (piano)        |
| 1972    | Opus 93  | String Quartet no.9 op. 93                                                                                         | Música de cámara            |

## Discografía (selección)
- Beethoven: Complete symphonies. Royal Philharmonic Orchestra cond. R. Leibowitz. Chesky (LP/CD)
- Bizet: Les Pêcheurs de perles. Paris Philharmonic Chorus and Orchestra cond. R. Leibowitz. Preiser (CD)
- Grieg: Piano Concerto. Earl Wild (piano), Royal Philharmonic Orchestra cond. R. Leibowitz. Chesky (CD)
- Mozart: Symphony no. 41 (Jupiter). Royal Philharmonic Orchestra cond. R. Leibowitz. Chesky (CD)
- Offenbach: La Belle Hélène. Paris Philharmonic Chorus and Orchestra cond. R. Leibowitz. Regis (CD)
- Offenbach: Orphée aux enfers. Paris Opera Chorus and Orchestra cond. R. Leibowitz. Regis (CD), also Preiser (CD)